# Mistrz Paweł z Lewoczy

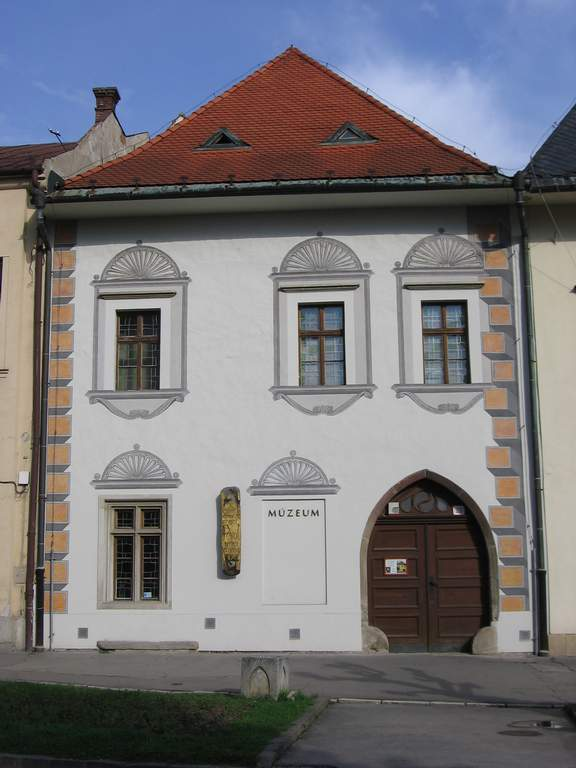
Kamienica Mistrza Pawła, obecnie siedziba muzeum

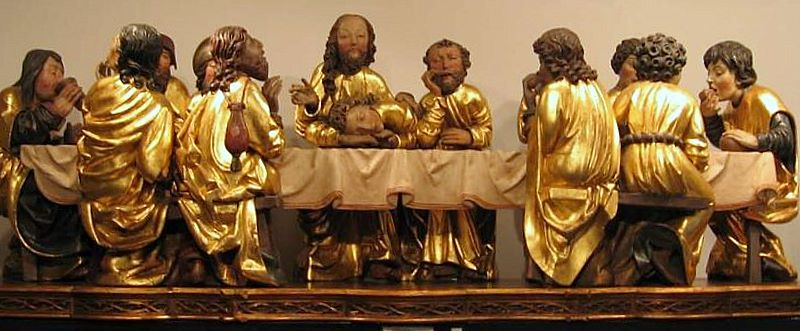
Scena Ostatniej Wieczerzy z ołtarza Mistrza Pawła w Lewoczy

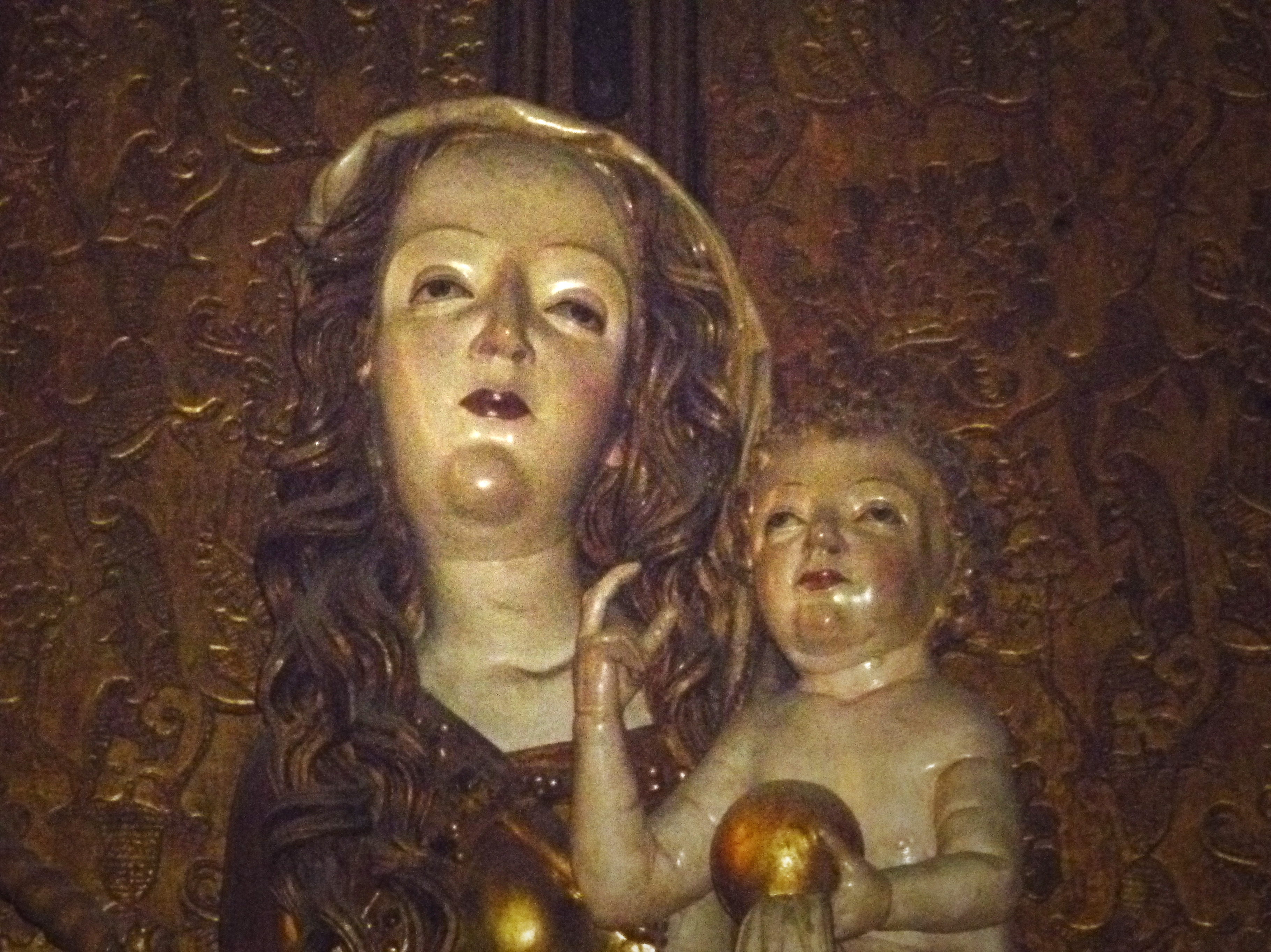
Madonna z Dzieciątkiem, fragment nastawy ołtarzowej w kościele Wniebowzięcia NMP w Bańskiej Bystrzycy

Mistrz Paweł z Lewoczy (słow. Majster Pavol z Levoče; węg. Lőcsei Pál mester, niem. Paul von Leutschau, daty narodzin i śmierci nieznane) – średniowieczny rzeźbiarz i malarz, pracujący na terenach dzisiejszej Słowacji na przełomie XV i XVI wieku.
Większość dokumentów o mistrzu Pawle została zniszczona w wielkim pożarze Lewoczy w 1550. Nie są znane jego nazwisko, czas i miejsce narodzin ani śmierci, narodowość ani pochodzenie. Przypuszcza się, że urodził się między 1470 a 1480, a nawet w 1460. Zmarł między 1537, gdy był jeszcze wspomniany w dokumentach, a 1542, gdy dokumenty mówią już o wdowie po nim.
Z podobieństwa stylów wysnuwa się przypuszczenie, że miał związki z norymberską szkołą rzeźbiarską i z krakowską pracownią rzeźbiarską Wita Stwosza (był od niego młodszy). Wydaje się prawdopodobne, że był członkiem krakowskiego cechu rzeźbiarzy, ponieważ był to cech najbliższy Lewoczy (kolejne mieściły się w Budzie i w Wiedniu). Mieszkał i tworzył prawdopodobnie w Sabinovie i Bańskiej Bystrzycy, aż około 1500, już jako dojrzały artysta, osiedlił się na stałe w Lewoczy. Ożenił się z córką wójta Małgorzatą Messinsloher-Polirer i w 1506 otworzył warsztat rzeźbiarski. Tego samego roku został przyjęty do miejskiego Bractwa Bożego Ciała, skupiającego zamożnych mieszczan. W latach 1527–1528 był nawet członkiem rady miejskiej Lewoczy, jednak w publicznym życiu miasta nie odegrał ważniejszej roli. Prawdopodobnie, jak inni ówcześni lewoccy mieszczanie, czerpał dochody z handlu winem z Polską. Mieszkał w gotyckiej kamienicy przy głównym placu Lewoczy, noszącym obecnie jego imię, pod nr 20 (według współczesnej numeracji).
Z lewockiego okresu twórczości pochodzą jego najsłynniejsze dzieła:
- ołtarz świętej Barbary w Bańskiej Bystrzycy (1509),
- ołtarz świętego Jerzego w Spiskiej Sobocie (obecnie część Popradu, 1516),
- główny ołtarz w kościele pw. świętego Jakuba w Lewoczy (1517).

Pozostałe jego liczne dzieła są rozproszone po całej wschodniej i środkowej Słowacji. Znajdziemy je między innymi w Bardiowie, Spiskich Włochach (krucyfiks w kościele św. Jana Chrzciciela), Hrabuszycach (figury Marii Panny, św. Wawrzyńca diakona i św. Szczepana pierwszego męczennika w głównym ołtarzu kościoła św. Wawrzyńca), Sabinowie (figury św. Jakuba, św. Andrzeja i św. Jana Ewangelisty w kościele św. Jana Chrzciciela), Preszowie (rzeźby przedstawiające Ukrzyżowanego, archanioła i Ostatni odpoczynek Chrystusa w kościele św. Mikołaja) i Nowej Wsi Spiskiej (zespół Ukrzyżowania w kościele Wniebowzięcia NMP). Podobnie, jak w przypadku innych znanych pracowni rzeźbiarskich, nie jest pewne, które dzieła pochodzą spod ręki mistrza, a które - jego uczniów. Choć większość rzeźb jest gotycka, to jednak niektóre wykazują wyraźne cechy renesansowe, np. ołtarz pięciu świętych Janów w kościele pw. świętego Jakuba w Lewoczy.
Mistrz Paweł zdobył sławę dopiero po śmierci - zaczęto o nim wspominać dopiero około 1870, gdy poszukiwano twórcy ołtarza w Lewoczy.